# نادي شباب الخليل
شباب الخليل أو نادي شباب الخليل الرياضي هو نادي فلسطيني يلعب حالياً في الدوري الفلسطيني الممتاز للضفة الغربية. تأسس النادي عام 1943 وهو أقدم نادي كرة قدم في الضفة الغربية. الملعب الرسمي لشباب الخليل هو ملعب الحسين بمدينة الخليل ويتسع لقرابة 12,500 مشجع.

## الألقاب والإنجازات
كأس فلسطين لأندية الضفة الغربية
- البطل (مرة واحدة): 2012-13.[2][3]
- الوصيف (3 مرات): 2007-08،[4] 2009-10،[5] 2016-17.[6]

الدوري الفلسطيني للمحترفين - الضفة الغربية
- البطل (6 مرات): 1979، 1981-82، 1985-86، 2015-16، 2020-21، 2021-22.[2][7]

كأس السوبر الفلسطيني لأندية المحافظات الشمالية
- البطل (مرة واحدة): 2013.[2]
- الوصيف (مرة واحدة): 2016.[7]

كأس الشهيد ياسر عرفات - الضفة الغربية
- البطل (مرتين) 2013-14، 2016-17.[2]
- الوصيف (مرة واحدة): 2015.[7]

كأس فلسطين لكرة القدم
- البطل (4 مرات): 1978، 1980، 1985، 2013.[7]
- الوصيف (3 مرات) 2007، 2009، 2017.[7]